# The Rising
The Rising is het twaalfde studio-album van Bruce Springsteen. Het album werd op 30 juli 2002 uitgebracht door Columbia Records. Het was het eerste album sinds achttien jaar dat Bruce Springsteen met de E Street Band opnam. Op het album wordt de reflectie van Bruce Springsteen op de aanslagen op 11 september 2001 bezongen.

## Achtergrond
Het merendeel van de liedjes die op het album staan zijn geïnspireerd op de gebeurtenissen van 11 september 2001, echter er zijn ook nummers die dateren van voor die gebeurtenis. Naar verluidt zou Bruce Springsteen de inspiratie voor deze plaat hebben gekregen toen hij enkele dagen na 11 september over een brug vanuit New York naar huis reed toen een onbekende met zijn auto naast hem stopte en de woorden sprak: "We hebben je nodig."

## Nummers
1. Lonesome Day - 4:08
2. Into the Fire - 5:04
3. Waitin' on a Sunny Day - 4:18
4. Nothing Man - 4:23
5. Countin' on a Miracle - 4:44
6. Empty Sky - 3:34
7. Worlds Apart - 6:07
8. Let's Be Friends (Skin to Skin) - 4:21
9. Further On (Up the Road) - 3:52
10. The Fuse - 5:37
11. Mary's Place - 6:03
12. You're Missing - 5:10
13. The Rising - 4:50
14. Paradise - 5:39
15. My City of Ruins - 5:00

## Hitnotering
| "The Rising" in de Nederlandse Album Top 100 - binnen: 30-07-2002 | "The Rising" in de Nederlandse Album Top 100 - binnen: 30-07-2002 | "The Rising" in de Nederlandse Album Top 100 - binnen: 30-07-2002 | "The Rising" in de Nederlandse Album Top 100 - binnen: 30-07-2002 | "The Rising" in de Nederlandse Album Top 100 - binnen: 30-07-2002 | "The Rising" in de Nederlandse Album Top 100 - binnen: 30-07-2002 | "The Rising" in de Nederlandse Album Top 100 - binnen: 30-07-2002 | "The Rising" in de Nederlandse Album Top 100 - binnen: 30-07-2002 | "The Rising" in de Nederlandse Album Top 100 - binnen: 30-07-2002 | "The Rising" in de Nederlandse Album Top 100 - binnen: 30-07-2002 | "The Rising" in de Nederlandse Album Top 100 - binnen: 30-07-2002 | "The Rising" in de Nederlandse Album Top 100 - binnen: 30-07-2002 | "The Rising" in de Nederlandse Album Top 100 - binnen: 30-07-2002 | "The Rising" in de Nederlandse Album Top 100 - binnen: 30-07-2002 | "The Rising" in de Nederlandse Album Top 100 - binnen: 30-07-2002 | "The Rising" in de Nederlandse Album Top 100 - binnen: 30-07-2002 | "The Rising" in de Nederlandse Album Top 100 - binnen: 30-07-2002 | "The Rising" in de Nederlandse Album Top 100 - binnen: 30-07-2002 | "The Rising" in de Nederlandse Album Top 100 - binnen: 30-07-2002 |
| Week:                                                             | 1                                                                 | 2                                                                 | 3                                                                 | 4                                                                 | 5                                                                 | 6                                                                 | 7                                                                 | 8                                                                 | 9                                                                 | 10                                                                | 11                                                                | 12                                                                | 13                                                                | 14                                                                | 15                                                                | 16                                                                | 17                                                                | 18                                                                |
| ----------------------------------------------------------------- | ----------------------------------------------------------------- | ----------------------------------------------------------------- | ----------------------------------------------------------------- | ----------------------------------------------------------------- | ----------------------------------------------------------------- | ----------------------------------------------------------------- | ----------------------------------------------------------------- | ----------------------------------------------------------------- | ----------------------------------------------------------------- | ----------------------------------------------------------------- | ----------------------------------------------------------------- | ----------------------------------------------------------------- | ----------------------------------------------------------------- | ----------------------------------------------------------------- | ----------------------------------------------------------------- | ----------------------------------------------------------------- | ----------------------------------------------------------------- | ----------------------------------------------------------------- |
| Positie:                                                          | 2                                                                 | 1                                                                 | 2                                                                 | 4                                                                 | 7                                                                 | 7                                                                 | 9                                                                 | 15                                                                | 23                                                                | 31                                                                | 39                                                                | 37                                                                | 26                                                                | 27                                                                | 35                                                                | 48                                                                | 67                                                                | 83                                                                |
| Week:                                                             | 19                                                                | 20                                                                | 21                                                                | 22                                                                | 23                                                                | 24                                                                | 25                                                                | 26                                                                | 27                                                                | 28                                                                | 29                                                                | 30                                                                | 31                                                                | 32                                                                | 33                                                                | 34                                                                | 35                                                                | 36                                                                |
| Positie:                                                          | 90                                                                | 93                                                                | 92                                                                | 92                                                                | 94                                                                | 99                                                                | 82                                                                | 70                                                                | 85                                                                | 64                                                                | 20                                                                | 16                                                                | 32                                                                | 58                                                                | 51                                                                | 59                                                                | 61                                                                | 92                                                                |